# دانشگاه فیلیپین
دانشگاه فیلیپین (انگلیسی: University of the Philippines) یک سیستم دانشگاهی دولتی در فیلیپین است و دانشگاه ملی کشور است. این دانشگاه در ۱۸ ژوئن ۱۹۰۸ توسط دولت استعماری آمریکایی تأسیس شد.